# القنب الهندي في السودان
القنب الهندي في السودان غير قانوني. تم حظر هذا المخدر في عام 1924 خلال السودان الإنجليزي المصري.